# Jorge Luiz de Amorim Silva
Jorge Luiz de Amorim Silva (* 5. September 1979 in Cuiabá), auch bekannt als Jorginho, ist ein ehemaliger brasilianischer Fußballspieler.

## Karriere
Jorginho begann seine Karriere 1997 bei SER Caxias do Sul und spielte unter anderem auch bei EC Juventude. 2000 unterschrieb er einen Vertrag beim japanischen Zweitligisten Ōmiya Ardija. Für Ōmiya bestritt er 49 Zweitligaspiele und schoss dabei 18 Tore. August 2002 wechselte er zu Ventforet Kofu.